# نصف‌النهار ۱۳ درجه شرقی

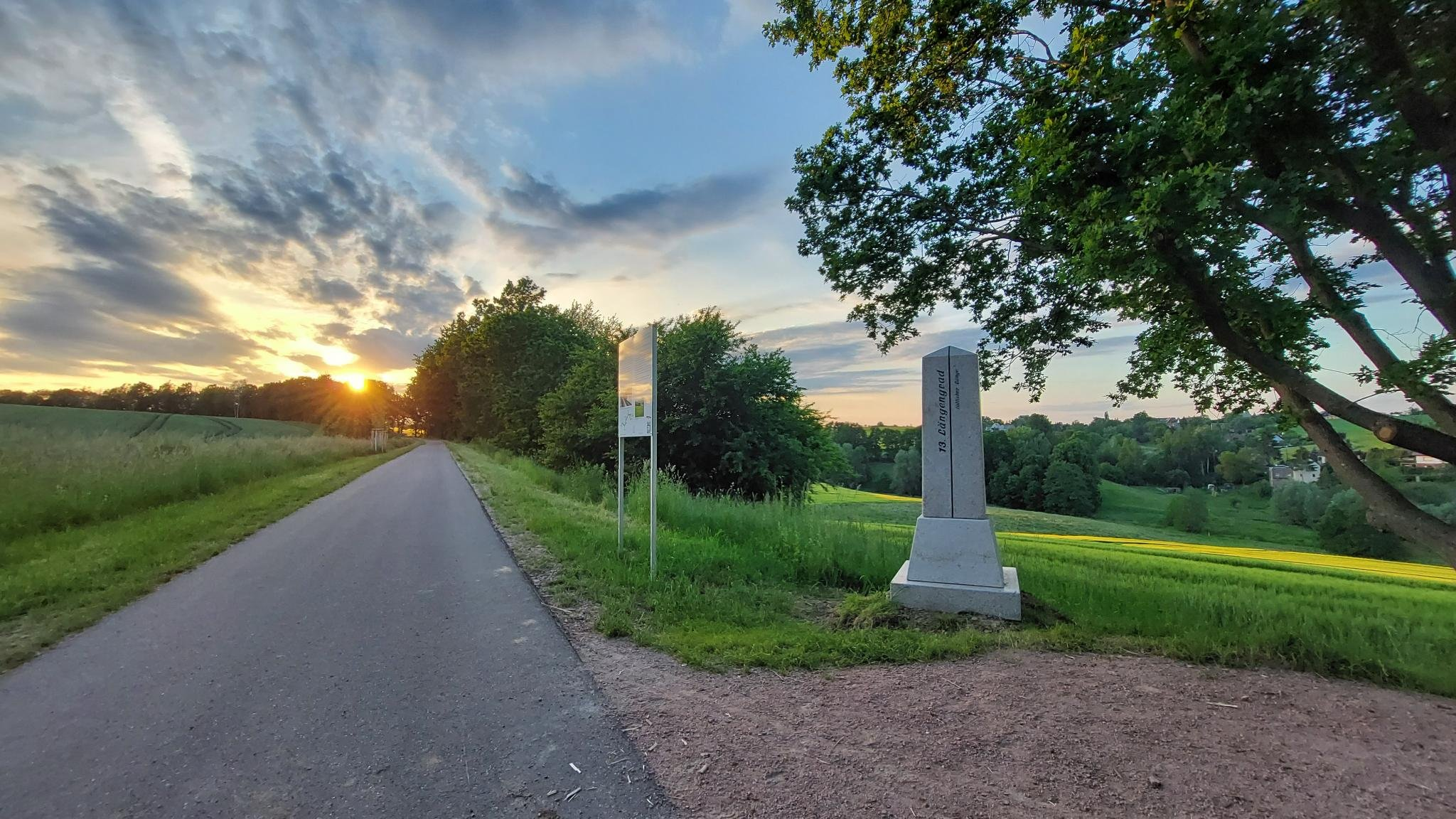
ابلیسک در طول جغرافیایی ۱۳ در والدهایم، با فضای نشیمن و تابلوی اطلاعات، در مسیر دوچرخه‌سواری شوپا-مولده / مسیر دوچرخه‌سواری والدهایم-هارتا-گرینگسوالده به روچلیتز، جنوب دیدنهاین.

نصف‌النهار ۱۳ درجه شرقی ۱۳مین نصف‌النهار شرقی از گرینویچ است که از لحاظ زمانی ۰ساعت و ۵۲دقیقه با گرینویچ اختلاف زمانی دارد.
این نصف‌النهار از قطب شمال شروع و از مناطق زیر گذشته و به قطب جنوب ختم می‌شود.
- قاره اروپا
- قاره آفریقا
- اقیانوس اطلس